# Savigny-sur-Ardres
Savigny-sur-Ardres – miejscowość i gmina we Francji, w regionie Grand Est, w departamencie Marna.
Według danych na rok 1990 gminę zamieszkiwało 259 osób, a gęstość zaludnienia wynosiła 29 osób/km².